# Overcompensating
Overcompensating (en España: Impostura y en Hispanoamérica: Más de la cuenta) es una serie de televisión estadounidense de drama y comedia adolescente, creada y protagonizada por Benito Skinner para Amazon Prime Video. El resto del elenco está formado por Wally Baram, Mary Beth Barone, Adam DiMarco y Rish Shah. Los ocho capítulos fueron estrenados el 15 de mayo de 2025.

## Sinopsis
Benny, exjugador de fútbol americano y destacado estudiante de Idaho, comienza su primer año de universidad en la ficticia Universidad de Yates, donde su hermana Grace cursa el penúltimo año. Benny intenta ocultar su verdadera identidad imitando la actitud de sus compañeros, en particular la de Peter, el novio deportista de Grace. En su primer día en el campus, Benny se hace amigo de Carmen, una estudiante de primer año de Nueva Jersey. Juntos, Benny y Carmen superan su primer año de universidad, que incluye nuevas relaciones, un intento por unirse a la sociedad secreta de la universidad y descubrir sus verdaderos yo. 

## Elenco

### Protagonista
- Benito Skinner como Benny Scanlon
- Wally Baram como Carmen Neil
- Mary Beth Barone como Grace Scanlon
- Adam DiMarco como Peter Whitney
- Rish Shah como Miles Hari

### Recurrente
- Chelsea Holmes como Hailee Mathews
- Connie Britton como Kathryn Scanlon
- Kyle MacLachlan como John Scanlon
- Alexandra Beaton como Bridget
- Corteon Moore as Gabe
- Owen Thiele como George
- Nell Verlaque como Emily
- Julia Shiplett como Mimi
- Kaia Gerber como Esther
- Claire Qute como Sloan
- Elias Azimi como Chris
- Tomaso Sanelli como Trent
- David Klein como Adam
- Austin Lindsay como Trey

### Invitados
- Andrea Martin como decana Jessica Ballick[4]
- Megan Fox como ella misma[5]
- Lukas Gage como Sammy
- Didi Conn  como Janet
- Charli XCX como ella misma
- Maddie Phillips como Gigi
- Bowen Yang como Davis
- Matt Rogers como Jared
- Tommy Do como Kevin
- James Van Der Beek como Charlie
- Rachel Matthews como ella misma
- Danielle Perez como Michelle
- Boman Martinez-Reid como Paulie
- Yasmine Sahid como Courtney
- Caleb Hearon como CJ

## Episodios
| N.º en serie | N.º en temp. | Título                                                       | Dirigido por        | Escrito por                                 | Fecha de emisión original |
| ------------ | ------------ | ------------------------------------------------------------ | ------------------- | ------------------------------------------- | ------------------------- |
| 1            | 1            | «Lucky» «Suerte»                                             | Daniel Gray Longino | Benito Skinner                              | 15 de mayo de 2025        |
| 2            | 2            | «Who's That Girl» «Quien es esa chica»                       | Daniel Gray Longino | Benito Skinner                              | 15 de mayo de 2025        |
| 3            | 3            | «Black and Yellow» «Negro y amarillo»                        | Daniel Gray Longino | Benito Skinner                              | 15 de mayo de 2025        |
| 4            | 4            | «Boom Clap» «Aplausos»                                       | Desiree Akhavan     | Mitra Jouhari                               | 15 de mayo de 2025        |
| 5            | 5            | «Scary Monsters and Nice Sprites» «Monstruos y chispas»      | Desiree Akhavan     | Benito Skinner                              | 15 de mayo de 2025        |
| 6            | 6            | «The Edge of Glory» «Al borde del éxito»                     | Desiree Akhavan     | Benito Skinner, Jordan Mendoza y Scott King | 15 de mayo de 2025        |
| 7            | 7            | «Welcome to the Black Parade» «Bienvenidos al desfile negro» | Desiree Akhavan     | Benito Skinner y Scott King                 | 15 de mayo de 2025        |
| 8            | 8            | «Crown on the Ground» «Destronado»                           | Daniel Gray Longino | Benito Skinner y Scott King                 | 15 de mayo de 2025        |

## Producción

### Desarrollo
En noviembre de 2022, Amazon Prime Video anunció el desarrollo del proyecto de Benito Skinner, quién escribiría, protagonizaría y produciría la serie de televisión junto a Jonah Hill bajo las productoras Strong Baby banner y A24. En febrero de 2024, fue revelado que el inicio de la producción se iniciaría en verano del mismo año. El rodaje concluyó en octubre.
El anuncio del casting se produjo en julio de 2024, cuando Wally Baram, Mary Beth Barone, Adam DiMarco y Rish Shah se unieron como protagonistas; junto a Holmes, Corteon Moore, Owen Thiele y Nell Verlaque en papeles recurrentes. En septiembre, Connie Britton, Kyle MacLachlan, Kaia Gerber, Julia Shiplett, Tommy Do, Alexandra Beaton, Claire Qute, Elias Azimi y Maddie Phillips completaron el reparto. En octubre, Charli XCX y Tomaso Sanelli fueron anunciados como invitados.

### Música
La banda sonora de la serie está supervisada por Alex Somers, George Daniel componente de la banda The 1975 y Amber Bain aka The Japanese House. Charli XCX además de tener un cameo en la serie, también es productora ejecutiva musical. Canciones de la propia XCX se recoge durante toda la serie como «I Love It», «Vroom Vroom» o «Boom Clap». Otros temas que se encuentran entre la banda sonora son: «Lucky» de Britney Spears, «Team» de Lorde, «Super Bass» de Nicki Minaj, «Welcome to the Black Parade» de My Chemical Romance o «The Edge of Glory» de Lady Gaga.

### Rodaje
La fotografía principal comenzó en julio de 2024 extendiéndose hasta octubre del mismo año. Fue rodada principalmente en la ciudad de Toronto, y la propia Universidad de Toronto sirvió como escenario de la universidad (ficticia) de Yates.